# Johann König
Johann König (ur. 1899, zm. ?) – zbrodniarz hitlerowski, członek załogi niemieckiego obozu koncentracyjnego Dachau i SS-Scharführer.
Z zawodu robotnik. Członek NSDAP od 1937. Od września 1943 do kwietnia 1945 pełnił służbę w Allach, podobozie KL Dachau. König pełnił funkcje dowódcy oddziałów wartowniczych i kierownika komanda więźniarskiego (między innymi w fabryce BMW). Znęcał się nad podległymi więźniami, nad niektórymi tak okrutnie, że byli oni odsyłani do obozu głównego Dachau w celu eksterminacji jako niezdolni do pracy. Dodatkowo, składał liczne raporty na więźniów, co skutkowało okrutnymi karami, takimi jak kara chłosty (25 kijów).
Za swoje zbrodnie König został osądzony przez amerykański Trybunał Wojskowy w Dachau w procesie US vs. Johann König i inni. Wymierzono mu karę dożywotniego pozbawienia wolności.